# 金沙大桥
金沙大桥 是一座位于广东省佛山市南海区东平水道上的一座大桥，1994年开通，桥梁全长1632.5米。

## 历史
金沙大桥于2009年开始拓宽改造，2011年6月正式通车。